# بوشما
بوشما (به لاتین: Bushma) یک منطقهٔ مسکونی در روسیه است که در استان آستراخان واقع شده‌است.